# Cillie Hempels
Cillie Hempels (morte en 1642 à Hambourg ) est une Hambourgeoise torturée et exécutée sous les accusations de sorcellerie, d'apostasie et de meurtre de son mari.

## Biographie
Cillie Hempels a été jugée par le tribunal de première instance de Hambourg. Les juges l'ont accusée de s'être éloignée de Dieu, d'avoir jeté un sort sur son mari et de l'avoir assassiné. On ne sait pas s'il y a eu des enquêtes avant le procès. À l'issue d'un procès d'une semaine, et après qu'elle a avoué sous la torture, le lundi 22 août 1642, le tribunal l'a initialement condamnée à être brûlée vive. Toutefois, elle subit finalement le 29 août devant une assistance nombreuse le supplice de la roue, avant que son corps ne soit jeté sur le bûcher.
La loi municipale de Hambourg punissait le meurtre par la décapitation mais pas par le feu. Seule la sorcellerie pouvait imposer une mort par le feu[réf. nécessaire].
Cillie Hempels est la dernière personne enregistrée dans des procès contre des sorcières à Hambourg. Les autres procédures judiciaires connues contre de prétendues sorcières et magiciennes dans la ville hanséatique ou dans les zones environnantes sont toutes antérieures.